# Républicanisme en Espagne
 (novembre 2022).
Si vous disposez d'ouvrages ou d'articles de référence ou si vous connaissez des sites web de qualité traitant du thème abordé ici, merci de compléter l'article en donnant les références utiles à sa vérifiabilité et en les liant à la section « Notes et références ».

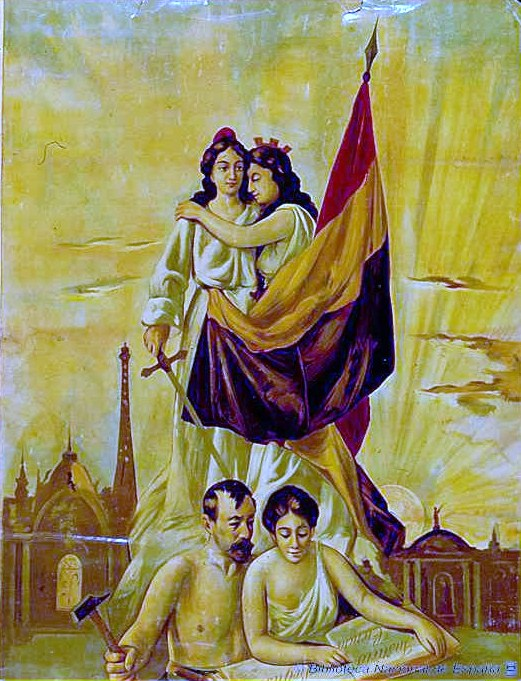
Allégorie de la République espagnole et de la République française, Bibliothèque nationale d'Espagne, 1931

Un large courant de pensée républicain existe et se développe en Espagne depuis le XIXe siècle, matérialisé au cours de son histoire mouvementée en divers partis politiques. Bien que tous ces mouvements aient par définition partagé l'objectif d'établir une République en Espagne, ils se sont opposés sur des conceptions différentes de l'État : unitaire ou fédéral, et vis-à-vis des courants indépendantistes, eux-mêmes généralement républicains.
Malgré la longue tradition républicaine du pays, l'Espagne a connu un système politique républicain seulement pendant deux courtes périodes de son histoire, pour un total de moins de 10 ans : la Première République espagnole, entre le 11 février 1873 et le 29 décembre 1874, et la Deuxième République espagnole entre le 14 avril 1931 et le 1er avril 1939. Depuis la Constitution de 1978, l'Espagne est une monarchie parlementaire dirigée par le roi (en 2024, Felipe VI), avec un président du gouvernement élu démocratiquement par le parlement, lui-même élu au suffrage universel direct.
Il faut souligner qu'il y a des mouvements et partis républicains sur tout le spectre politique, depuis la gauche jusqu'aux partis libéraux, nationalistes ou de droite.

## Histoire du républicanisme espagnol

### Origine

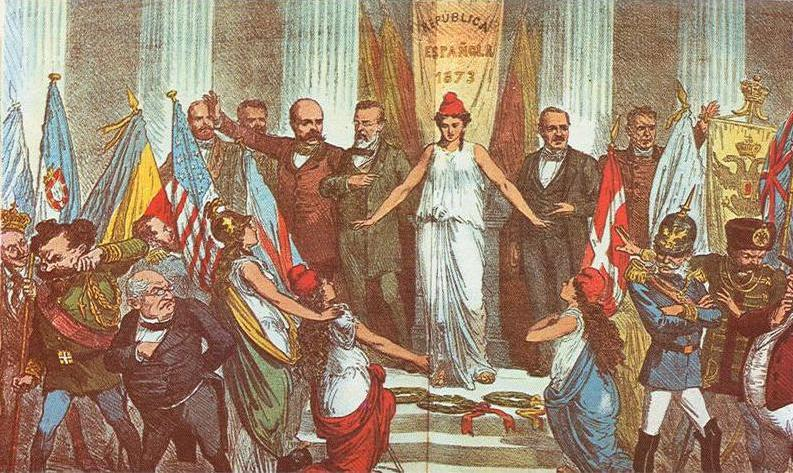
Les républiques du monde, dont la France, les États-Unis et la Suisse, saluent la Première République espagnole, tandis que les monarchies la rejettent. Tomás Padró, La Flaca, 28 mars 1873.

Le républicanisme en Espagne prend sa source dans le libéralisme introduit lui-même par la Révolution française, l'invasion napoléonienne et la Guerre d’indépendance espagnole (1808-1814). L'abdication de Joseph Bonaparte (José Ier d'Espagne), se traduit par la restauration absolutiste de Ferdinand VII, malgré la promulgation en 1812 de la constitution espagnole de 1812 par les Cortes de Cadix. Les partisans des français sont appelés Afrancesados. Il espère une modernisation de la vieille Espagne, le principe de souveraineté populaire, la fin du pouvoir de l'Église, le développement de l'industrie face au pouvoir de la vieille noblesse et des grands propriétaires terriens du Sud. Beaucoup sont membres de loges maçonniques.

### Triennat libéral 1820

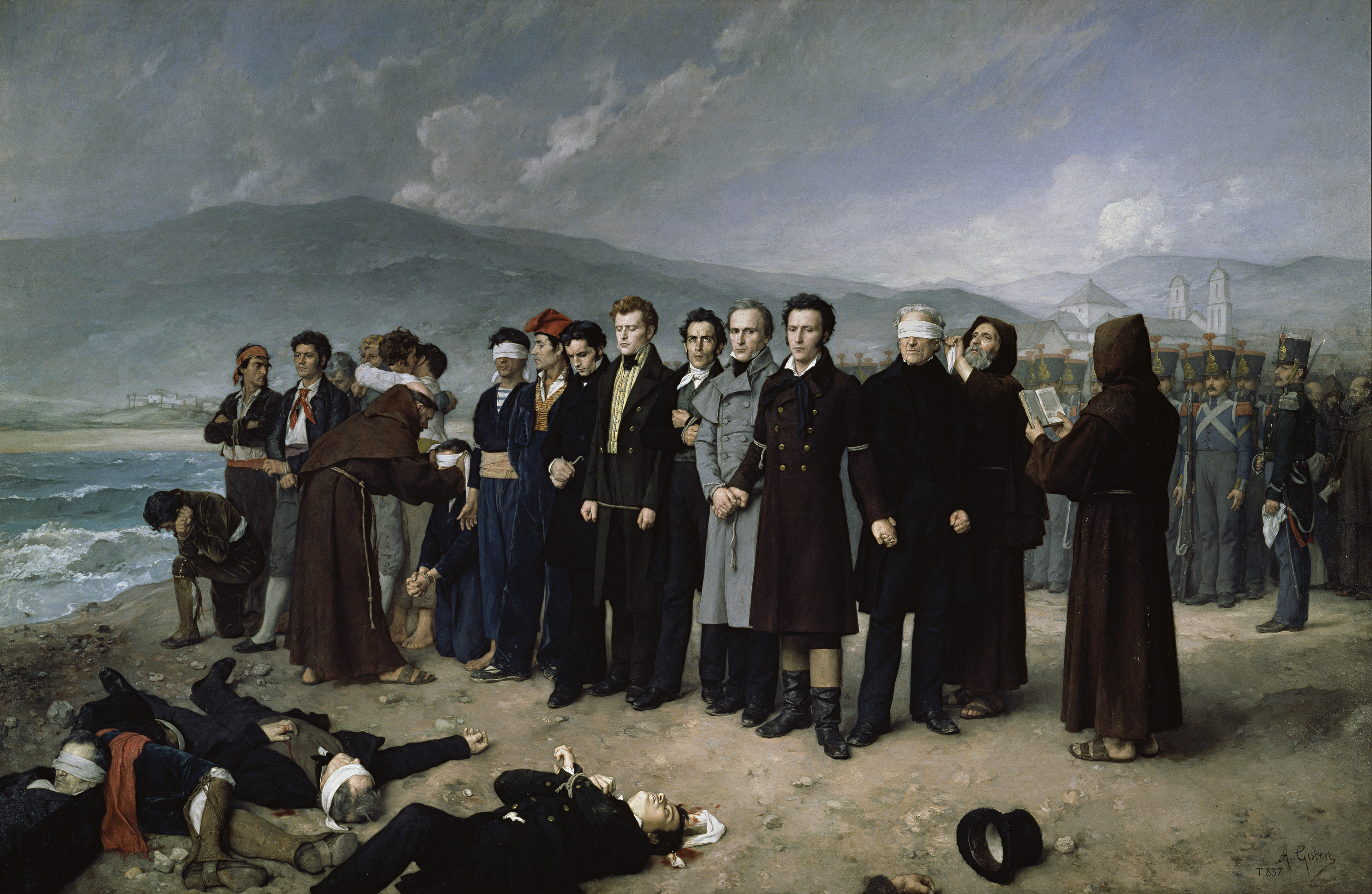
Fusilamiento de Torrijos, Antonio Gisbert, Musée du Prado
Torrijos fut ministre de la Guerre pendant le Triennat Libéral

Durant la guerre d’indépendance les libéraux, munis d'une levée en masse contre le régime napoléonien, contraignent le roi Ferdinand VII à signer la Constitution de 1812, qui ne dure plus que deux ans avant que ne soit rétabli l'absolutisme. Par la suite, durant le Triennat libéral (1820-1823) sont rédigés plusieurs pronunciamientos libéraux. Ces derniers sont divisés en deux camps: moderados 
(modérés) sont des libéraux conservateurs qui acceptent le principe d'une monarchie constitutionnelle et le simple rétablissement de la Constitution de 1812. Plus à gauche, les exaltados (radicaux) prévoient une réforme plus foncière et tendent vers le républicanisme.
Mais Louis XVIII de France, après les demandes insistantes de Ferdinand VII d'Espagne auprès de la Sainte-Alliance, renvoie l'armée française en Espagne en avril 1823 et rétablit ce dernier sur le trône. L'Espagne perd alors ses colonies, qui deviennent des Républiques indépendantes.
Entre 1832 et 1854 le système politique est basée sur l'alternance d'un parti libéral de centre-gauche (progressiste) et un parti liberal de centre-droite (modéré). Il n'existe pas de parti républicain proprement dit: les radicaux sont rattachés au parti progressiste, estimant possible la réforme foncière de la monarchie constitutionnelle par voie légale vers une démocratie libérale plus égalitaire. Mais à la suite d'une réforme constitutionnelle de nature conservatrice en 1845 et l'exemple radical des révolutions de 1848 en Europe, ce système s'effondre: c'est la révolution de 1852 (radicale et progressiste) et celle de 1854 (libérale-conservatrice). Les radicaux quittent le parti progressiste en 1849 pour former le parti démocrate, d'idéologie radicale, socialiste utopique, et républicaine. Il sera l'ancêtre de presque tous les futurs partis républicains et radicaux d'Espagne  jusqu'à nos jours.

### La Première République 1873

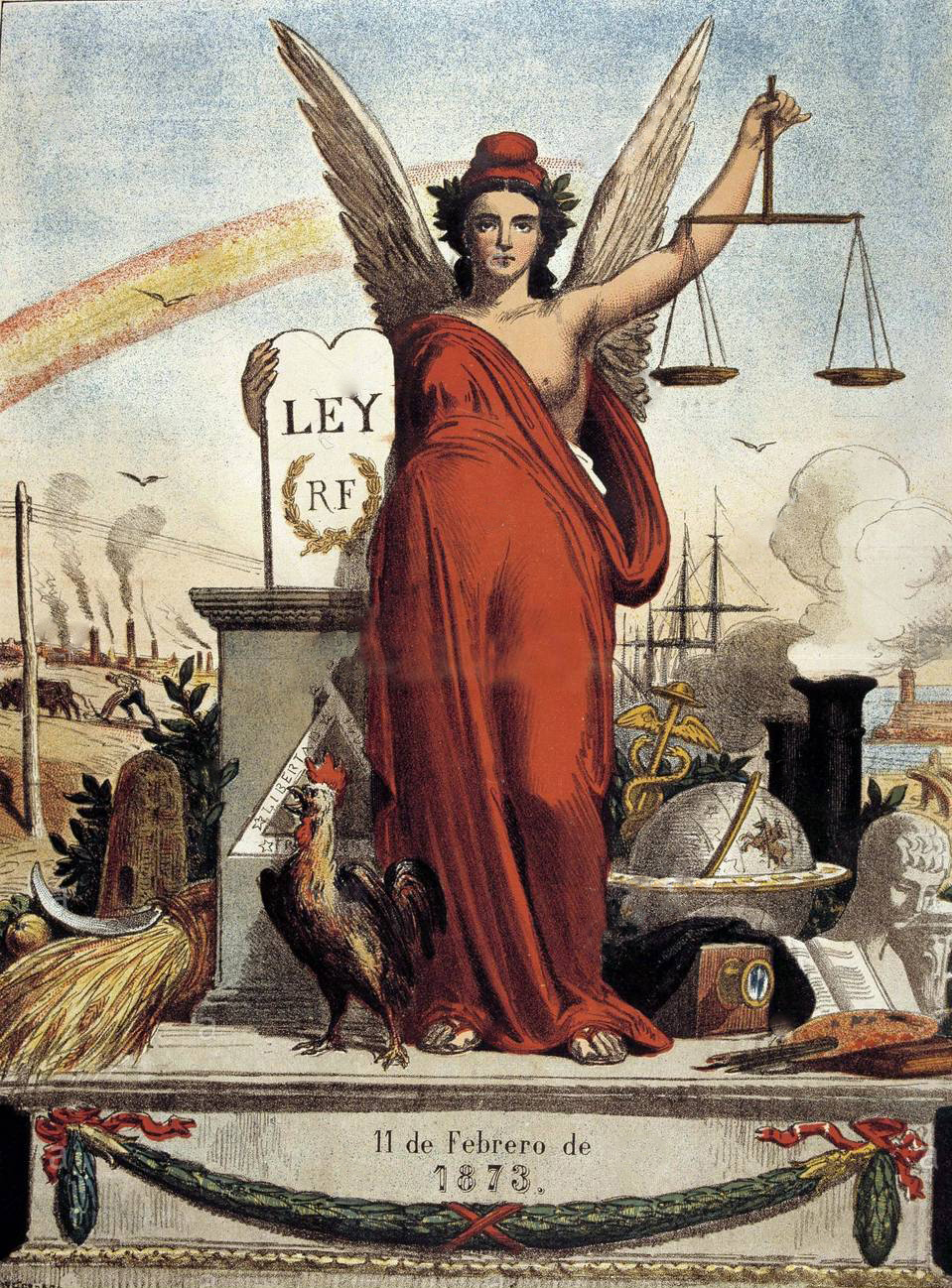
Allégorie de la Première République espagnole, La Flaca, 1873

La révolution de 1868 dépose Isabelle II. Le Parlement élu en 1869 est en majorité royaliste, ce qui implique la recherche d'un nouveau roi. Amédée Ier (Amadeo I) de Savoie, second fils de Victor-Emmanuel II (roi d'Italie) est choisi. Toutefois, face à un pays profondément instable, impliqué dans diverses guerres (dans la troisième guerre civile carliste, à cause des aspirations au trône de la branche bourbon carliste ; dans la Guerre du Cuba, colonie espagnole qui, appuyé par les États-Unis, réclame son indépendance), et en rencontrant l'opposition des républicains, d'une bonne part de l'aristocratie, de l'Église et du peuple, le roi abdique à son tour le 11 février 1873.
Ce même jour de 1873, le Parlement proclame la Première République espagnole. Mais la République naît dans la même tourmente qui a emporté Amédée Ier, et subit la division entre les républicains. La plupart des républicains sont favorables au fédéralisme, et la forme de l'État promulguée est une république démocratique fédérale tandis qu'il existe aussi une tendance unitaire. Au sein même des fédéralistes se manifeste une aile intransigeante, (de caractère confédéraliste) qui se soulève lors de la Révolution cantonale, écrasée en 1874.
En seulement 11 mois de République se succèdent quatre présidents : Francisco Pi y Margall (fédéraliste), Estanislao Figueras (fédéraliste), Nicolás Salmerón (fédéraliste modéré) et Emilio Castelar (unitaire). Le 3 janvier 1874, le général Manuel Pavía fait un coup d'État et établit une dictature républicaine conservatrice sous la direction du général Serrano. Ce dernier est à son tour déposé par le coup d'état du général Martínez Campos le 29 décembre, qui restaure la dynastie des Bourbon en Espagne avec Alfonso XII.
Sous son règne apparaissent divers partis républicains : le Parti Démocrate (ensuite Parti Démocrate Posibilista (PDP)) de Castelar et le Parti Progressiste Démocrate (ensuite Parti Progressiste Républicain Démocrate) de Cristino Martos. Mais ces partis doivent lutter avec les deux puissants partis monarchiques, le Parti libéral-conservateur de Cánovas et le Parti libéral de Sagasta, avantagé par le système de l'élection qui est censitaire et corrompu par les notables locaux (caciquisme).
Plus tard sont fondés le Parti républicain démocratique fédéral (PRDF) de Pi et Margall, le Parti républicain progressiste (PRP) de Manuel Ruiz Zorrilla et José María Esquerdo et le Parti républicain centraliste de Salmerón — ainsi que plusieurs députés républicains indépendants. Une partie du PDP et du PRP fusionnent et forment alors le Parti républicain national. En 1898 naît la Fusion républicaine et en 1903 l'Union républicaine (UR), elles sont le front commun des courants républicains.
Mais l'Union fait long feu ; le Parti républicain radical d'Alejandro Lerroux et le Parti d'union républicaine autonomiste de Vicente Blasco Ibáñez font ensuite sécession. Le Centre Nationaliste Republicà (CNR) catalan est créé en 1906. Après la Semaine tragique de Barcelone en 1909, où l'armée réprime dans le sang une émeute née de la volonté du gouvernement d'Alphonse XIII d'envoyer les réserviste se battre au Maroc, des partis républicains et le Parti socialiste ouvrier espagnol (PSOE) forment la Conjonction Républicaine-Socialiste. Alors qu'au même moment, des secteurs catalans de l'Union Républicaine, du CNR et du PRDF forment l'Union Fédérale Nationaliste Républicaine (intégrée en 1917 au Partit Republicà Català). Le Parti réformiste de Melquiades Álvarez se sépare ensuite de la Conjonction Républicaine-Socialiste.

### Deuxième République

Allégorie de la République Espagnole, Teodoro Andreu, 1931

À partir de 1917, le régime de la Restauration entre en crise, qui débouche sur le coup d'État du capitaine général de Catalogne, Miguel Primo de Rivera. Il dirige le pays d'une main de fer, tout en conservant le roi Alfonso III chef de l'État.
Mais en 1930, Primo de Rivera démissionne, ce qui rend inévitable la chute de la monarchie discréditée. Le 14 avril 1931, après des élections municipales où les partis républicains remportent la plupart des capitales régionales, est proclamée la Seconde République espagnole.

### Guerre d'Espagne

Drapeau des Brigades Internationales pendant la Guerre d'Espagne (1936-1939)

La Guerre d'Espagne concrétise les antagonismes centenaires entre les deux Espagnes : l'Espagne progressiste et l'Espagne traditionaliste. Le gouvernement légitime et républicain de Madrid, face au soulèvement des généraux et au débarquement de l'armée espagnol au Maroc conduite par Francisco Franco, fait appel à la solidarité entre démocraties. Cependant, les séquelles de la Grande Guerre (1914-1918) sont encore vives en France et au Royaume-Uni, et les gouvernements ne peuvent intervenir à cause de l'opinion publique hostile.
En France, Léon Blum veut armer le gouvernement du Front populaire espagnol, mais l'opposition parlementaire et les pacifistes ne veulent pas d'une guerre par procuration contre l'Allemagne nazie et l'Italie fasciste, qui soutiennent Franco. Seule l'intervention conjointe avec le Royaume-Uni pourrait résoudre l'impasse, mais il s'y oppose fortement en partie pour les mêmes raisons que l'opposition en France. De plus, l'élite économique considère que le nouveau régime préservera ses intérêts et annulera les nationalisations.
La Société des Nations promulgue à la suite de la diplomatie française un décret de non-intervention. Les régimes d'Hitler et Mussolini le viole allègrement et envoient troupes régulières et matériel. Des troupes volontaires s'engagent du côté des républicains espagnols, notamment des Français, des Britanniques et des Polonais. Toutefois, le matériel fait défaut, et le gouvernement doit à contrecœur demander de l'aide à l'Union soviétique. Staline ne veut pas d'un conflit contre l'Allemagne et commence par refuser. Puis, il reconsidère ses positions et accepte de prêter du matériel si le commandement de l'armée soit transmis à des officiers soviétiques.

Cela aide la propagande franquiste, qui diabolise le camp de Madrid et à travers une rhétorique usuelle pendant la guerre froide en s'érigeant en défenseur de l'ordre, la propriété et l'Église face à la menace du communisme et de l'anarchisme.

### Franquisme et gouvernement en exil

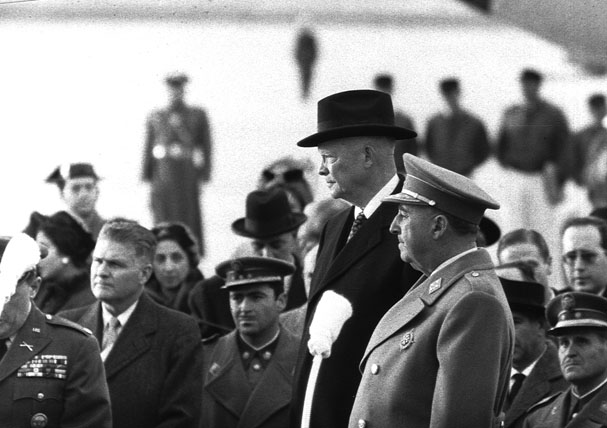
Franco et Eisenhower en 1959 à Madrid

Francisco Franco saura combattre l'opposition républicaine. Les combats continuent dans les maquis de l'Espagne pendant la Seconde Guerre mondiale et des anciens combattants s'engagent dans la résistance en France. Mais après la Guerre, les Alliés faillissent à leurs promesses. Le régime franquiste, pourtant allié de l'Axe, reste au pouvoir. D'abord isolé dans l'immédiat après-guerre et diplomatiquement et économiquement (il ne reçoit pas l'aide du Plan Marshall), il sait utiliser le pragmatisme face à la menace soviétique et devient un pilier de la stratégie de défense de l'OTAN en Méditerranée occidentale. Des bases militaires américaines sont installées à côté de Madrid (Base aérienne de Torrejón de Ardoz) et du détroit du Gibraltar (Base aérienne de Morón) à la suite des Accords de Madrid de 1953.
L'opposition est réprimée en Espagne. Toutefois le régime abandonne son programme économique traditionaliste et s'ouvre au libéralisme ; il modernise le pays. Une nouvelle classe moyenne se développe.
L'Espagne rurale disparaît au profit des villes. L'ouverture au tourisme et aux affaires entraîne un changement des mentalités.

De 1939 à 1977 est maintenu un Gouvernement de la Seconde République espagnole en exil. Pendant la Seconde Guerre Mondiale, son siège provisoire est à Mexico, puis le 8 février 1946 s'établit à Paris.

### Transition démocratique
La mort de Franco en 1975 soulève les espoirs de la Société Civile espagnole. Le jeune roi Juan Carlos nomme le continuiste Arias Navarro premier ministre, puis face au discrédit dont souffre son gouvernement face à la répression brutale de manifestations populaires, nomme un grand inconnu, Adolfo Suárez. Il fait ratifier par référendum la Ley para la Reforma Política, qui lui laisse les mains libres pour écrire une nouvelle constitution.
Les continuistas font campagne pour le non. Ils sont minoritaires mais encore très présent dans l'armée et les forces de sécurité. Les reformistas sont partisans d'une démocratie contrôlée et font campagne pour le oui. Les rupturistas, enfin, considère que les structures du franquisme ne peuvent pas permettre une transition vraiment démocratique. Ils réclament la constitution d'un gouvernement provisoire et la tenue d'élections libres, incluant des partis militants pour l'instauration d'un régime républicain et la légalisation du Parti communiste espagnol.
Adolfo Suarez obtient un large plébiscite. Pour satisfaire toutes les parties et maintenir la paix sociale, il rédige une constitution de compromis, dans laquelle est profondément inscrite la monarchie espagnole. La monarchie n'est pas bien acceptée par tous les Espagnols, mais le roi Juan Carlos trouve sa légitimité lors de sa gestion du Coup d'État du 23 février 1981.

## Symboles du républicanisme espagnol

### Drapeau de la Première République

Drapeau de l'Espagne pendant la Première République.

La Première République Espagnole (1873-1874), conserve le drapeau rouge et or, drapeau de l'Espagne depuis 1785, mais supprime la couronne de l'écu central. Cependant, divers projets sont étudiés pour substituer le drapeau par un drapeau tricolore rouge, blanc et bleu, les couleurs du drapeau révolutionnaire français, ou encore rouge, or et pourpre. 

### Drapeau de la Seconde République

Drapeau de l'Espagne pendant la Deuxième République.

Ce dernier drapeau, le tricolore rouge, or et pourpre, est adopté par le Parti Fédéral dans les décennies suivantes, et devient ainsi un symbole du mouvement républicain. Lors de la Proclamation de la Seconde République Espagnole, le 14 avril 1931, le peuple fait flotter le drapeau dans les rues et il est hissé sur les mairies. Il est déclaré officiellement drapeau national le 27 avril 1931.
Les couleurs du drapeau républicain espagnole reprennent celles rouge et or de la couronne d'Aragon et de la couronne de Castille y Leon, avec le pourpre du lion rampant du royaume de León. Est évoquée l'association d'idées avec la révolte des communautés de Castille en 1520, comme symbole du libéralisme et de l'antimonarchisme en Espagne.
Pendant la Guerre Civile d'Espagne, le parti insurgé franquiste rétablit le drapeau rouge et or le 29 août 1936, puis y ajoute plus tard un aigle noir dit de Saint Jean, symbole fasciste inspiré des aigles italiens et allemands mais légitimé par sa première adoption en Espagne par les rois catholiques, érigés par le franquisme en fondateurs d'une nation espagnole unie à la fois dans son territoire (à la fin du XVe siècle, les rois de Castille et Aragon se marient et conquièrent le sultanat nasride de Grenade) et dans sa pensée (ils établissent l'Inquisition, chassent les juifs séfarades puis les musulmans).
En 1981, après la proclamation de la démocratie (processus de la Transition démocratique et la promulgation de la Constitution de 1978), l'emblème franquiste est éliminé du drapeau et est substitué par une version moderne des petites armes utilisées par l'État pendant la deuxième restauration des Bourbons (1874-1931). Ce drapeau est le drapeau actuel de l'Espagne.
Pourtant, la plupart du mouvement républicain espagnol continue de voir le drapeau tricolore rouge, or et pourpre comme le drapeau républicain espagnol.

### Blasons de la République

Blason de l'Espagne durant le Gouvernement Provisoire (1868-1870), la Première République (1873-1874), Durant la Seconde République espagnole et le gouvernement républicain en exil le lion est rampant sans couronne.

Le blason de la Première République est similaire à celui utilisé durant la monarchie constitutionnelle.

Blason du drapeau officiel durant la Première République espagnole (1873-1874)

Le blason de la Seconde République est établi par décret le 27 avril 1931, qui le décrit ainsi « ...el que figura en el reverso de las monedas de cinco pesetas acuñadas por el Gobierno Provisional en 1869 y 1870 » : « celui qui figure au revers des pièces de cinq pesetas battues par le gouvernement provisoire de 1869-1870 ». La principale transformation est la substitution des couronnes royales et impériales par deux couronnes murales, une sur le lion du deuxième quartier et une sur l'écu. Les deux couronnes des colonnes d'Hercule sont supprimées.
Le blason est utilisé dans les documents officiels, sur les bâtiments

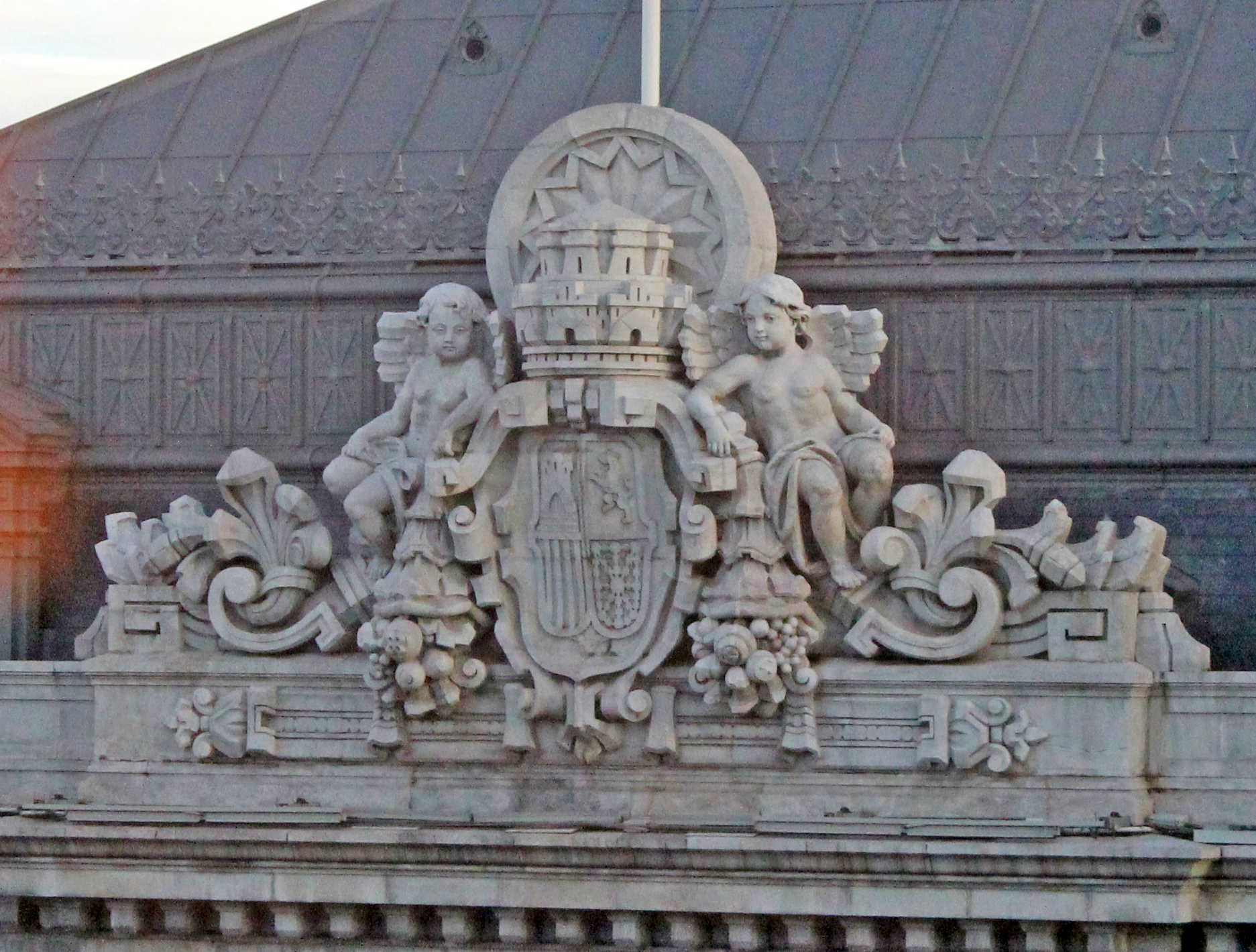
Blason de la Seconde République espagnole sur la façade de Banco de España, à Madrid

### Hymne de Riego
L'Hymne de Riego, l'Himno de Riego, composé par José Melchor Gomis, en l'honneur de Rafael de Riego, général libéral qui avec son coup d'État en 1820 entraîne la fin de l'absolutisme en Espagne et impose la Constitution de Cadix de 1812. Le chant est déclaré hymne national durant le Trienio Libéral (1820-1823). Après l'invasion des cent mille fils de Saint Louis et la restauration du gouvernement absolu de Fernando VII, l'hymne est interdit et la Marcha Real rétablie. Repris pendant la Seconde République, il est encore aujourd'hui le chant des républicains d'Espagne.

## Principaux partis politiques républicains aujourd'hui

### Partis nationaux

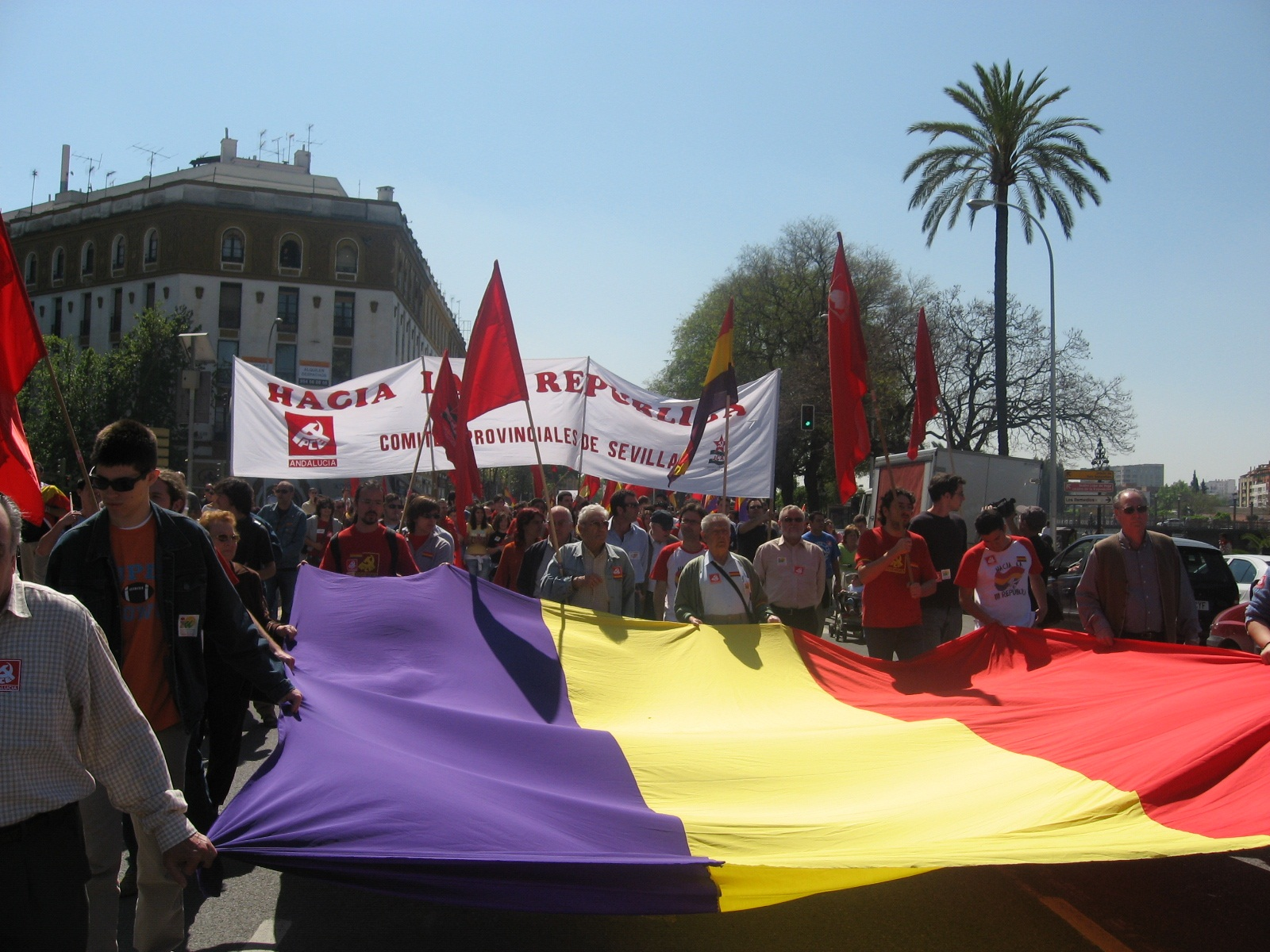
Manifestation républicaine à Séville en 2006

Depuis la Transition démocratique espagnole, le Izquierda Unida est le seul parti républicain à avoir eu une représentation parlementaire. Formé en 1986, il se définit comme un mouvement de gauche radicale qui cherche la transformation sociale vers un système socialiste démocratique, fondé sur les principes de justice, égalité et solidarité, et d'un État laïc, fédéral et républicain.
Le Parti socialiste ouvrier espagnol, fondé en 1879 est un parti de tradition républicaine qui défend actuellement la Constitution espagnole de 1978. Parti majoritaire du parlement de 1931, et dans le Front populaire de 1936, il entre en clandestinité durant le franquisme. Il est un des partis essentiels de la Transition, et conduit deux présidences sous Felipe González (1982-1996) et José Luis Rodríguez Zapatero (2004-2011). Ces derniers font l'éloge du système monarchique parlementaire à de nombreuses reprises.
L'organisation de jeunesse du PSOE, Juventudes Socialistas de España (JSE), fondées en 1903 définit cependant ses idées comme républicaines.
Equo est un parti écologique espagnol fondé en 2011, membre de Unidos Podemos, qui défend un état fédéral, laïc et républicain.

### Partis régionaux
En Andalousie, le Parti andalou, (Partido Andalucista) est un parti nationaliste andalou de gauche. Il ne se définit pas comme républicain, mais les Juventudes Andalucistas si. 
En Aragon, l'Union aragonaise (Chunta Aragonesista) est un parti nationaliste aragonais de gauche. Il est partisan d'une nouvelle constitution républicaine.
Aux Baléares, le PSM - Entente nationaliste (PSM-Entesa Nacionalista) est un parti socialiste, écologique et nationaliste. Il défend un référendum sur la transition républicaine.
En Castille-et-León, Castille-La Manche, Cantabrie, La Rioja et Communauté de Madrid, Tierra Comunera est un parti castillaniste et progressiste qui présente dans ses principes idéologiques le républicanisme et le fédéralisme.
En Catalogne, Communauté valencienne et aux Îles Baléares, la Gauche républicaine de Catalogne (Esquerra Republicana de Catalunya), défend l'instauration d'une république de Catalogne depuis 1931. Candidature d'unité populaire (Candidatura d'Unitat Popular) et Solidarité catalane pour l'indépendance (Solidaritat Catalana per la Independència), plus récents, sont des coalitions de partis qui défendent aussi une république catalane élargie.
En Catalogne, Convergence et Union (Convergència i Unió), fédération de partis de centre-droite au gouvernement de la communauté autonome entre 1980 et 2003 puis de 2010 à 2015 dont les partis ne se réclament pas du républicanisme mais leurs organisations de jeunesse, si. Juventud Nacionalista de Cataluña et Unió de Joves affirment travailler pour une société construite avec les valeurs républicaines.
En Communauté valencienne, la coalition Compromís est formée de partis de gauche, dont le Bloc nationaliste valencien, qui défend des valeurs républicaines.
En Galice, le Bloc nationaliste galicien est une formation nationaliste galicien de gauche, qui veut établir une République de Galice indépendante. Alternative galicienne de gauche, coalition de IU, Equo et Espazo Ecosocialista Galego défend dans son programme les principes républicains.
Au Pays basque et en Navarre, Eusko Alkartasuna, Amaiur et Aralar sont des partis et coalitions de gauche souverainistes basques, qui défendent l'établissement d'une República Federal de Euskal Herria.

## Républicanisme dans l'opinion publique

Juan Carlos Ier et Felipe VI sur la pièce commémorative de l'accession au trône du nouveau roi d'Espagne, 2€, 2014.

Le Centre de recherches sociologiques (Centro de Investigaciones Sociológicas ou CIS), équivalent de l'INSEE en Espagne ne produit pas d'enquête sur les préférences entre monarchisme et républicanisme des Espagnols. Elle effectue néanmoins des sondages réguliers sur la popularité de la monarchie : il apparait que cette dernière diminue sur le long terme, dans un contexte général de perte de confiance des espagnols dans leurs institutions, à la suite des scandales politico-financiers et d'une gestion rude de la réduction de la dette dans un moment dépression économique.
L'abdication du roi Juan Carlos Ier le 2 juin 2014, apprécié pour sa gestion du coup d'État du 23 février 1981 et sa figure de « gardien de la transition démocratique », mais dans le même temps critiqué pour les scandales de corruption entourant la famille royale (notamment l'affaire Nóos et l'imputation pénale de Iñaki Urdangarin et de l'Infante Cristina), ses secrets concernant sa santé, les dépenses de la monarchie dans un contexte d'augmentation des inégalités et du chômage et le scandale de la chasse au trophée d'éléphant au Botswana en avril 2012: il y a donc un regain d'intérêt pour la question républicaine.
Plusieurs journaux publient alors des enquêtes d'opinion, qui révèlent un fracture dans la nouvelle génération, favorable à une révision de la Constitution de 1978 rédigée par Adolfo Suárez.
Mais le nouveau roi, Felipe VI, au style plus moderne, plus proche de ses sujets, et surtout qui apparaît plus intègre, semble permettre une remontée du plébiscite de la monarchie. En 2016, sa gestion de la crise intergouvernementale, où il apparaît dans un rôle conciliateur, au-dessus des partis et des institutions, donne un regain de popularité à la fonction. Malgré les propositions répétées du parti Podemos d'entamer un processus de réforme de la Constitution, le roi garde dans l'esprit des Espagnols une place importante, tant comme ambassadeur d'exception du pays dans le monde que comme « fonctionnaire de l'État de haut rang, à qui la Constitution donne la fonction de médiateur et d'arbitre des grands conflits politiques entre ses institutions. Ainsi, écrit Manuel Conthe en El Mundo le 7 décembre 2012, l'Espagne d'aujourd'hui peut se décrire soit comme une Monarchie parlementaire soit comme une République couronnée, puisque les deux expressions ont en substance la même signification ».
| Date       | Enquête                                                                                 | Républicains | Indifférents et ne se prononce pas | Monarchistes |
| ---------- | --------------------------------------------------------------------------------------- | ------------ | ---------------------------------- | ------------ |
| 07/10/1996 | Instituto Opina pour La Vanguardia                                                      | 15,9 %       | 37,2 %                             | 46,9 %       |
| 11/1996    | Metroscopia                                                                             | 13 %         | 21 %                               | 66 %         |
| 1997       | « Metroscopia »(Archive.org • Wikiwix • Archive.is • Google • Que faire ?)              | 15 %         | 20 %                               | 65 %         |
| 1998       | « Metroscopia »(Archive.org • Wikiwix • Archive.is • Google • Que faire ?)              | 11 %         | 17 %                               | 72 %         |
| 20/11/2000 | Sigma Dos pour El Mundo                                                                 | 15,9 %       | 41,1 %                             | 43 %         |
| 20/11/2005 | Sigma Dos pour El Mundo                                                                 | 23,5 %       | + de 38 %                          | 38 %         |
| 28/09/2006 | Instituto Opina pour Cadena Ser                                                         | 25 %         | 10 %                               | 65 %         |
| 06/10/2007 | Gabinete de Estudios Sociales y Opinión Pública (Gesop) pour Época                      | 24,8 %       | -                                  | 50,6 %       |
| 11/10/2007 | Metroscopia pour la Fundación Toledo                                                    | 22 %         | 9 %                                | 69 %         |
| 05/01/2008 | Sigma Dos pour El Mundo                                                                 | 12,8 %       | 39,9 %                             | 28,5 %       |
| 15/08/2008 | Sigma Dos pour El Mundo                                                                 | 16,2 %       | 57,9 %                             | 15,7 %       |
| 06/12/2009 | Metroscopia pour El País                                                                | 25 %         | -                                  | 66 %         |
| 31/10/2010 | Análisis Sociológicos Económicos y Políticos (ASEP)                                     | 26 %         | -                                  | 57 %         |
| 07/11/2010 | Metroscopia pour El País                                                                | 35 %         | 8 %                                | 57 %         |
| 14/04/2011 | « Metroscopia »(Archive.org • Wikiwix • Archive.is • Google • Que faire ?) pour El País | 39%          | 10%                                | 48%          |
| 20/06/2011 | Invymark pour La Sexta                                                                  | 36,8 %       | 21,1 %                             | 42,1 %       |
| 12/12/2011 | Invymark pour La Sexta                                                                  | 37 %         | 3,7 %                              | 59,3 %       |
| 18/12/2011 | Metroscopia pour El País                                                                | 37 %         | 14 %                               | 49 %         |
| 02/01/2012 | Sigma Dos pour El Mundo                                                                 | 33 %         | -                                  | 60 %         |
| 22/04/2012 | NC Report pour La Razón                                                                 | 35,5 %       | 15,9 %                             | 48,5 %       |
| 23/04/2012 | Invymark pour La Sexta                                                                  | 34 %         | 8,1 %                              | 57,9 %       |
| 03/01/2013 | Sigma Dos pour El Mundo                                                                 | 41 %         | 5,2 %                              | 53,8 %       |
| 14/04/2013 | [1] pour La Razón                                                                       | -            | -                                  | 63,5 %       |
| 14/04/2013 | Sondeo del diario Público                                                               | 87,57 %      | -                                  | 12,43 %      |
| 06/06/2014 | [2] pour La Sexta                                                                       | 36,3 %       | 10,6 %                             | 53,1 %       |
| 06/06/2014 | [3] pour El País                                                                        | 36 %         | -                                  | 49 %         |
| 07/06/2014 | [4] pour Antena 3                                                                       | 35,5 %       | -                                  | 60,03 %      |
| 07/06/2014 | el mundo pour El Mundo                                                                  | 35,6 %       | 8,6 %                              | 55,7 %       |
| 23/06/2014 | [5] pour La Razón                                                                       | 28,3 %       | 14 %                               | 57,6 %       |
| 14/06/2015 | El Mundo pour El Mundo                                                                  | 33,7 %       | 4,8 %                              | 61,5 %       |